# Abhimanyu Mishra
Abhimanyu Mishra (Long Branch, 5 febbraio 2009) è uno scacchista e bambino prodigio statunitense.
Il 30 giugno del 2021 è diventato il più giovane scacchista di sempre ad ottenere il titolo di grande maestro internazionale, all'età di 12 anni, 4 mesi e 25 giorni. Il record precedente apparteneva al grande maestro russo e già sfidante per il titolo mondiale Sergej Karjakin, che aveva ottenuto il titolo all'età di 12 anni e 7 mesi.

## Biografia
Nato in New Jersey da genitori indiani, Swati Sharma e Hemant Mishra, originari rispettivamente di Agra e Bhopal, impara a giocare a scacchi dal padre, scacchista amatoriale, all'età di 2 anni. A 5 anni inizia a dimostrarsi un bambino prodigio vincendo le prime partite contro il genitore e i primi tornei locali. A fine 2014 inizia a essere allenato dal grande maestro indiano Arun Prasad. A 7 anni si definisce grande ammiratore dell'ex campione del mondo Viswanathan Anand e inizia a viaggiare per giocare.

## Statistiche
Il 30 giugno del 2021 è diventato il più giovane scacchista di sempre ad ottenere il titolo di grande maestro internazionale, all'età di 12 anni, 4 mesi e 25 giorni.
Ha raggiunto il suo punteggio massimo nella lista Elo di maggio 2024 con 2 634, 12° tra i Junior nel mondo, 13° tra gli statunitensi .

## Carriera
Nel 2016, a 7 anni 6 mesi e 22 giorni, diviene il più giovane tesserato della federazione scacchistica degli Stati Uniti d'America a superare i 2000 punti Elo, infrangendo il precedente record di Awonder Liang.
Nel 2017 entra nel programma "Young Stars" della Fondazione Kasparov, progettato per le migliori giovani promesse degli scacchi statunitensi. Nello stesso anno in luglio partecipa al Campionato giovanile panamericano di San José, in Costa Rica, nella categoria under 8. Arriva a pari merito con il colombiano Santiago Lopez Rayo con 8 punti su 9, classificandosi tuttavia secondo a causa dello spareggio tecnico (scontri diretti). In agosto partecipa al Campionato del mondo giovanile di Poços de Caldas, in Brasile, nella categoria under 8. Con il punteggio di 8,5 punti su 11 si piazzerà al secondo posto, preceduto di mezzo punto dal connazionale Aren Emrikian.
Nel 2018 in aprile diventa il più giovane maestro nazionale della storia statunitense all'età di 9 anni 2 mesi e 17 giorni, battendo il record precedente di Zhou Liran.
Dal 2019 il grande maestro ungherese ed ex sovietico Oleksandr Černin diviene il suo allenatore. In giugno dello stesso anno partecipa alla "Summer Camp" organizzata dalla Kasparov Chess Foundation e dal Saint Louis Chess Club. In agosto partecipa al Chess Max Academy Summer GM Norm Invitational, un torneo con la formula del girone all'italiana organizzato dal grande maestro statunitense Maxim Dlugy, dove con 5 punti su 9 ottiene la prima norma di maestro internazionale. In settembre partecipa alla prima edizione del Los Angeles Fall GM and IM Norm, dove con 5,5 punti su 9 ottiene la seconda norma di maestro internazionale. In novembre ottiene la terza norma di maestro internazionale ottenendo 4,5 punti su 9 al Chess Max Academy 1st Fall GM Invitational 2019, un altro torneo organizzato da Dlugy, infrangendo di 17 giorni il record del grande maestro indiano Rameshbabu Praggnanandhaa e diventando il più giovane maestro internazionale di sempre a 10 anni 9 mesi e 20 giorni. In dicembre frequenta lo stage di Garri Kasparov incluso nel programma "Young Stars".
Nel 2021 in aprile vince il torneo Vezérképző di Budapest con il punteggio di 7 su 9, realizzando la sua prima norma di grande maestro e una prestazione di 2603 punti Elo. In maggio vince l'appuntamento mensile del First Saturday con il punteggio di 8 su 9, realizzando la sua seconda norma e una prestazione da 2739 punti Elo.
A giugno, sempre in Ungheria, vince il torneo Vezérképző con 7/10 e una performance da 2619 punti Elo, infrangendo il record di più giovane Grande maestro internazionale della storia degli scacchi (12 anni e 7 mesi), precedentemente detenuto per 19 anni da Sergej Karjakin. Realizza la sua terza e ultima norma di GM il 30 giugno, a 12 anni 4 mesi e 25 giorni, quando nel penultimo turno del torneo a sistema svizzero sconfigge il grande maestro indiano Leon Luke Mendonca.
Nel frattempo viene invitato a partecipare alla Coppa del Mondo di scacchi 2021 come wild card della FIDE. In luglio a Soči è eliminato al primo turno, sconfitto dal grande maestro georgiano Baadur Jobava per 0,5 a 1,5.
Nel 2022 in marzo vince la sezione B del "Saint Louis Spring Classic" con 7 su 9 e una performance di 2735 punti Elo.
Nell'ottobre 2023 si classifica secondo nel Campionato statunitense di scacchi, superato solo per spareggio tecnico da Wesley So e Leinier Domínguez, quindi quarto nella classifica assoluta.